# Yoshioka Masakazu
Yoshioka Masakazu (吉岡 雅和 Yoshioka Masakazu, sinh ngày 9 tháng 3 năm 1995) là một cầu thủ bóng đá người Nhật Bản. Anh thi đấu cho V-Varen Nagasaki.

## Sự nghiệp
Yoshioka Masakazu gia nhập câu lạc bộ tại J2 League V-Varen Nagasaki năm 2017.